# Sarah Reid (componiste)
Sarah (Sally) Ruth Johnston Reid (East Liverpool, 30 januari 1948) is een Amerikaans componiste en muziekpedagoog.

## Levensloop
Reid studeerde aan de Hardin-Simmons Universiteit in Abilene (Texas), waar zij haar Bachelor of Music behaalde. Verder studeerde zij aan de Universiteit van Texas in Austin (Texas), waar zij haar studies voltooide met een promotie in muziektheorie en compositie tot Doctor of Philosophy. Vervolgens werd zij directeur van het elektronische muziekstudio aan de Christelijke Universiteit van Abilene (ACU=Abilene Christian University) in Abilene (Texas). Later werd zij hoofd van de muziekafdeling aan deze universiteit. In 1990-1991 werd zijn benoemd tot Faculty of the Year aan het "ACU College of Liberal and Fine Arts". Tegenwoordig is zij werkzaam als professor aan de Lipscomb Universiteit in Nashville (Tennessee).
Zij werkte van 1991 tot 1995 als uitgever van het ILWC Journal (International League of Women Composers). Reid is lid van het San Angelo Symphony Orchestra en het Abilene Philharmonic Orchestra.
Als componiste zijn vooral haar werken voor harmonieorkest en de elektronische muziek bekend.

## Composities

### Werken voor orkest
- 1991 rev.1999 A Rainbow Shines There - Sorrow's Moment, rapsodie voor orkest en digitale klanken

### Werken voor harmonieorkest
- 1969 New Manchester Suite
- 1970 Wasatch Symphony
- 1981 Fanfare and Celebration
- 1997 Fiuggi Fanfare
- 2001 Triumph Fantasy

### Muziektheater

#### Opera's
| Voltooid in | titel   | aktes    | première                                                               | libretto        |
| ----------- | ------- | -------- | ---------------------------------------------------------------------- | --------------- |
| 1986-1996   | Healing | 8 scènes | 2 oktober 1986, Abilene (Texas), Christelijke Universiteit van Abilene | Chris Willerton |

### Werken voor koren
- 1988 I Cry Out in the Night: Psalm 88, voor gemengd koor en geluidsband
- 1997 Jesus, Redeemer, Messiah, voor gemengd koor, koperblazers, slagwerk en orgel

### Vocale muziek
- 1973 Five Haiku (Tear on a Child's Cheek), voor mezzosopraan en piano
- 1975 Note the Silence, voor zangstem, koperkwintet, piano en slagwerk
- 1976 Escape Wheel for Five, voor piano, contrabas en drie klarinetten
- 1986 Lullaby Song, voor zangstem en piano
- 1987 Let it Take Years, voor sopraan, viool en piano - tekst: Chris Willerton
  1. Child's Song: My Backyard
  2. A Lullaby
  3. Song on Small Fingers
- 1994-1996 The Edge of Great Quiet: Songs from Alaska, voor mezzo-sopraan en klarinet
  1. On a Day of White Trees
  2. Two Stones
  3. April
  4. Lonely
  5. The Midnight Sun
- 2001 I Shall Wear Purple, voor zangstem, piano en althobo

### Kamermuziek
- 1972 Air for Horn, voor hoorn en piano
- 1972 Sketches, voor twee hobo's en althobo
- 1974 Braxton, voor piano en slagwerk
- 1986 Lullaby, voor hobo solo
- 1993 A Carousel Fantasy, voor koperkwintet en synthetiseerde carrousel
- 1996 Elegy, voor klarinet en piano
- Fiuggi Fanfare, voor saxofoonkwintet (won de 1e prijs tijdens het Fifth International Festival of Women Composers aan de Indiana University of Pennsylvania in Indiana (Pennsylvania) in maart 1998)

### Werken voor piano
- 1985 Suite for the Ears of a Child
- 1986 From Whence Butterflies?, een romance voor piano en geluidsband

### Elektronische muziek
- 1978 Improvised Sketch nr. 1
- 1978 Study Based on a Schumann Romance
- 1979 Gyrospace, voor quadrofonisch geluidsband
- 1980 The Eagle is Born to Soar, voor synthesizer
- 1981 Celebration in Sound and Space, voor synthesizer
- 1981 Incidental Music for Humbledowne
- 1982 Ballet of the Thirteen Clocks
- 1983 Ten Miniatures